# Max-Planck-Institut für Biologie Tübingen
Das Max-Planck-Institut für Biologie Tübingen ist eine außeruniversitäre Forschungseinrichtung unter der Trägerschaft der Max-Planck-Gesellschaft (MPG) und hat seinen Sitz in Tübingen. Das Institut betreibt in erster Linie Grundlagenforschung im Fach der Naturwissenschaften auf dem Gebiet der Biochemie, Genetik, Evolutionsbiologie, Mikrobiomforschung, Molekularbiologie und Entwicklungsbiologie. Bis Ende 2021 hieß das Institut Max-Planck-Institut für Entwicklungsbiologie; ab 2022 wurde es umbenannt.

## Geschichte
Das heutige Institut geht zurück auf die Gründung einer „Arbeitsgemeinschaft Kaiser-Wilhelm-Institute für Biochemie und für Biologie zur Pflege der Virusforschung“ im Jahr 1937 in Berlin-Dahlem. Aus dieser entstand 1941 eine „Arbeitsstätte für Virusforschung“, die 1943 nach Tübingen verlagert wurde und 1945 umgewandelt wurde in die „Abteilung für Virusforschung“ am Kaiser-Wilhelm-Institut für Biochemie in Tübingen.
Nach der Neugründung der Max-Planck-Gesellschaft als Nachfolgeorganisation der Kaiser-Wilhelm-Gesellschaft im Jahr 1948 entstand 1954 aus der „Abteilung für Virusforschung“ das „Max-Planck-Institut für Virusforschung“. Die ersten Direktoren waren Hans Friedrich-Freksa (Abteilung 1, Physikalische Biologie), Gerhard Schramm (Abteilung 2, Biochemie), Werner Schäfer (Abteilung 3, Tier-Virologie) und ab 1960 Alfred Gierer (Abteilung 4, Molekularbiologie). 1972 wurde Friedrich Bonhoeffer Leiter der Abteilung 1 (Physikalische Biologie) und bald darauf Uli Schwarz Leiter der Biochemie und Peter Hausen Direktor der neuen Abteilung 5 (Zellbiologie).
Im Jahr 1984 erhielt das Institut den Namen „Max-Planck-Institut für Entwicklungsbiologie“ aufgrund der inzwischen neuen Schwerpunkte. Christiane Nüsslein-Volhard wurde 1985 Direktorin der nunmehrigen Abteilung 3 für Genetik im umbenannten Institut.
Nach der Emeritierung von Gierer und Bonhoeffer entstanden neue Schwerpunkte, 1999 die Abteilung 4 (Integrative Evolutionsbiologie) unter Ralf J. Sommer, 2001 die Abteilung 1 (Proteinevolution) unter Andrei N. Lupas sowie 2002 die Abteilung 6 (Molekularbiologie) unter Detlef Weigel. Diese Abteilung 6 kam nach der Schließung des Max-Planck-Instituts für Biologie in Tübingen ans MPI EB. Neue Schwerpunkte setzten auch 2005 die Abteilung 2 (Biochemie) unter Elisa Izaurralde, 2008 die Abteilung 5 (Zellbiologie) unter Gerd Jürgens und 2016 die Abteilung 3 (Mikrobiomforschung) unter Ruth E. Ley.

## Forschung
Die Forschungsschwerpunkte des Instituts gliedern sich in die folgenden Bereiche:
- Proteinevolution
Dieser Bereich untersucht die Evolution der Proteine von der Urzeit bis in die Gegenwart. Es wird davon ausgegangen, dass die ersten Vorfahren der heutigen Proteine kurze, nicht-faltende Peptide waren, die einer primitiven RNA-basierten Welt als Cofaktoren dienten. Aus dieser Gruppe vorzeitlicher Peptide entwickelten sich zunehmend komplexe Proteine durch Repetition, Fusion und Rekombination.
Des Weiteren beschäftigt sich dieser Bereich mit dem Stammbaum der Proteine. Da Proteine (bzw. deren Gene) nicht stärker an einen Organismus gebunden sind als dieser an sein Ökosystem, kommt es immer wieder vor, dass Proteine neue Organismen kolonisieren oder in ihrem Ursprungsorganismus durch andere Proteine verdrängt werden.
- Biochemie
Der Bereich Biochemie beschäftigt sich mit den posttranskriptionalen Mechanismen der Genexpression, wobei der Schwerpunkt auf der RNA-Biologie liegt. Dazu wird ein interdisziplinärer Ansatz genutzt, der die Biochemie und Bioinformatik mit der Struktur-, Molekular- und Zellbiologie kombiniert.
- Genetik
Seit 1. November 2014 ist Nobelpreisträgerin Christiane Nüsslein-Volhard Leiterin der Arbeitsgruppe Colour pattern formation. Vorher war sie 1985 bis zur Emeritierung 2014 Leiterin der Abteilung Genetik.
- Evolutionsbiologie
Dieser Bereich befasst sich mit der genetischen und molekularen Analyse der Evolution von Entwicklungsprozessen in frei lebenden Fadenwürmern (Nematoda). Bei Fadenwürmern kann man Entwicklungsprozesse nicht nur genetisch und molekular, sondern auch auf zellulärer Ebene analysieren. Der evolutionäre Vergleich des Modellorganismus Caenorhabditis elegans und des studierten Satellitenorganismus Pristionchus pacificus gibt Einblicke in die Veränderung zellulärer, genetischer und molekularer Einheiten.
- Molekularbiologie
Ein langfristiges Ziel der molekularbiologischen Forschung am MPI EB ist es, Variation in adaptiven Merkmalen zu verstehen. Als eine Voraussetzung hierzu müssen Gene identifiziert werden, die in Wildpflanzen und -tieren phänotypische Vielfalt erzeugen. Als nächster Schritt sollen dann Einsichten in die adaptive Konsequenz von variablen Eigenschaften mit einem mechanistischen Verständnis genetischer Netzwerke verknüpft werden. Dies sollte es ermöglichen, funktionell divergierende Allele wichtiger Gene in Populationen von Wildpflanzen und -tieren aufgrund von Sequenzanalysen zu identifizieren.

## Stammsammlungen
- Drosophila-Stammsammlung
 Die Stammsammlung beinhaltet circa 1700 Linien, die meisten davon Mutanten.
- Zebrafisch-Stammsammlung
 Die Zebrafisch-Stammsammlung beherbergt circa 400 mutante Zebrafischlinien.

## International Max Planck Research School (IMPRS)
Das MPI ist an der International Max Planck Research School “From Molecules to Organisms” beteiligt. Eine IMPRS ist ein englischsprachiges Doktorandenprogramm, das eine strukturierte Promotion ermöglicht. Weitere Partner sind das Friedrich-Miescher-Laboratorium in Tübingen und die Universität Tübingen.

## Infrastruktur
Das Institut umfasst ca. 360 Personen inklusive Stipendiaten.